# Maison du Roi de France
Maison du roi de France (in italiano: Casa del re di Francia) era il nome dell'insieme di uffici presenti nel Regno di Francia e conferiti dai sovrani nel Medioevo e nell'età moderna. Esso comprendeva funzioni, edifici e relativa organizzazione degli aspetti militari e di sicurezza, domestici e religiosi del re e della famiglia reale sia durante l'Ancien Régime, sia durante la Restaurazione borbonica.
Nella maison du roi erano riuniti molti dei Grandi uffici della Corona di Francia, i quali ad ogni modo venivano assegnati unicamente per volontà del sovrano.

## Organizzazione
L'esatta composizione e i compiti delle varie divisioni della maison du roi nel regno di Francia, cambiò costantemente nel periodo della Francia moderna. Ciò che rimase invariato era il fatto che il Gran maestro di Francia fosse il suo responsabile. A partire dal XVI e poi nel XVII secolo, la maison du roi venne supervisionata da un apposito ministro che doveva riferire direttamente al gran maestro di Francia, ovvero il Segretario di stato della Maison du Roi. La struttura della maison du roi moderna venne riorganizzata sotto il regno di Enrico III di Francia nel 1578 e nuovamente nel 1585, come pure sul finire del XVII secolo da Jean-Baptiste Colbert.

## Lamaison militaire du roi de France
Il ramo militare della maison du roi comprendeva quelle unità militari alle dirette dipendenze del sovrano e solitamente predisposte alla sicurezza della sua persona e della famiglia reale. Gli ufficiali di questi corpi erano spesso gentiluomini dell'aristocrazia francese, anche se alcune unità erano tratte dall'esercito. Non aveva un valore meramente cerimoniale e prese parte a tutte le campagne militari del XVI e XVII secolo.

## Lamaison religieuse du roi de France
Il ramo religioso della maison du roi era capeggiato dal Grande elemosiniere di Francia (Grand aumônier de France) (carica istituita da Francesco I), solitamente un vescovo. La cappella reale (la chapelle du roi)—che originariamente non faceva riferimento alla struttura, ma all'entourage religioso del re—era incaricata di sovrintendere alle messe e a tutte le cerimonie religiose (ad esempio matrimoni, battesimi, funerali) svolti nell'ambito del sovrano e della famiglia reale nonché alle opere di carità pubblica del sovrano.
Il grande elemosiniere era assistito dal primo elemosiniere, il quale adempieva ai compiti del primo quando questi non poteva farlo. Altri ufficiali della maison ecclésiastique includevano diversi aumôniers ordinaires (che celebravano regolarmente nella cappella reale), il prédicateur du roi (il "predicatore del re"), il quale era incaricato di predicare alla presenza del re, ed il confessore del re.
La cappella reale includeva inoltre un gruppo di ecclesiastici e musicisti per i servizi religiosi, divisi in due sessioni: la cappella e l'oratorio, diretto quest'ultimo da un maestro d'oratorio per le messe ordinarie e la grande chapelle diretta da un maestro di cappella (maître de la chapelle)— che celebrava le messe in plainchant. Durante il regno di Luigi XV, i musicisti delle due cappelle vennero uniti a formare un unico corpo. Dal 1761, inoltre, la loro supervisione non venne più affidata al grand'elemosiniere, bensì alla Camera del Re e la posizione del maestro di cappella venne eliminata.

## LaMaison domestique du roi
Detta anche maison civile du roi, essa era l'entourage domestico del sovrano, diviso in diversi dipartimenti a seconda degli anni. Sotto Luigi XIV era diviso in 22 dipartimenti, ciascuno diretto da un grand officier de la maison du roi de France (un titolo simile ma non lo stesso  dei grandi ufficiali della corona di Francia). Tra XVI e XVII secolo, la maison civile du roi era composta da un totale di 1000-2000 individui.
I dipartimenti più significativi erano i seguenti:

### LaBouche du roi
Era il più grande dei dipartimenti e sovrintendeva ai pranzi del re. Era diretto dal Premier Maître d'hôtel. I sette uffici del dipartimento erano:
- gobelet: vino e beveraggi, diretto dal Grand Bouteiller
- cuisine-bouche: cucina
- paneterie: panetteria
- échansonnerie
- cuisine-commun
- fruiterie: frutta
- fourrière

Tra gli uffici vi era anche il Maître d'hôtel ordinaire, i dodici Maîtres d'hôtel servant par quartier, il Grand panetier, il Premier écuyer tranchant ed il Grand échanson (tre incarichi che divennero meramente onorifici nell'epoca moderna), oltre a 36 gentiluomini camerieri.

### LaChambre du roi
Diretto dal Gran cameriere di Francia o dal Gran ciambellano di Francia, questo dipartimento provvedeva alle stanze del re e alla sua scorta personale. Dopo il Bouche du roi, era il secondo in ordine di grandezza. Era composto da quattro primi gentiluomini di camera, un certo numero di gentiluomini di camera, valletti di camera, paggi, uscieri e paggetti. La loro vicinanza quotidiana al re rendeva tali incarichi particolarmente stimati.

### LaMenus-Plaisirs
Il nome completo di questo dipartimento era argenterie, menus plaisirs et affaires de la chambre du roi ("argenteria, piccoli intrattenimenti e affari della camera del re"). La Menus-Plaisirs du Roi era sostanzialmente diretta dal direttore del teatro di corte e provvedeva agli spettacoli, ai balletti, alle rappresentazioni teatrali che si svolgevano a corte, talvolta col coinvolgimento dei cortigiani o dei membri della famiglia reale.

### Les cérémonies
Creato nel 1585 da Enrico III di Francia, questo dipartimento doveva sovrintendere a tutte le cerimonie pubbliche che si svolgevano all'interno della corte come battesimi, matrimoni e funerali (nella loro parte esteriore ed organizzativa; a livello religioso ne era responsabile la maison religieuse) oltre ad incoronazioni, unzioni, ingressi ufficiali del re in determinate città, feste reali, ricevimenti di ambasciatori, apertura degli stati generali, e simili attività cerimoniali. Era diretto dal Gran maestro delle cerimonie di Francia, assistito dal maître e dall' aide de cérémonies.

### Le scuderie reali
Nel 1582 questo dipartimento venne diviso in due parti:
- La Grande Écurie, diretta dal Gran Scudiero di Francia che sovrintendeva ai trasporti del re e del suo entourage a livello cerimoniale (araldi, uomini in arme, musicisti, ecc.)
- La Petite Écurie, diretta dal premier écuyer, che comprendeva scudieri, paggi, valletti, cocchieri, stallieri.

### Lavénerie
Questo era il servizio di caccia personale del re, diretto dal Gran cacciatore di Francia e comprendeva la gestione di tutta la vénerie (caccia e cavalcature), la louveterie (la caccia al lupo, diretta dal Gran luparo di Francia), la caccia al falcone (diretta dal Gran falconiere di Francia) e dalla vautrait (caccia al cinghiale, diretta dal Capitaine du vautrait o Capitaine des toiles).

## Il segretario di stato dellaMaison du Roi
A partire dal XVI secolo e poi ancor più nel XVII secolo, la Maison du roi venne diretta da un segretario di stato apposito con un compito puramente formale dal momento che questi doveva riferire de facto al Gran maestro di Francia che era considerato il responsabile effettivo di tutti i dipartimenti. Sempre per praticità, il ramo militare della maison du roi era quindi diretto dal ministro della guerra del Regno di Francia.